# Norvég Alap-ügy
A Norvég Alap-ügy egy nemzetközi diplomáciai feszültséggé szélesedő konfliktus, ami 2014-ben alakult ki egyrészről a magyar kormány, másrészről a Norvég Alap és EGT Alap donor országai és az általuk az alap három programjának magyarországi kezelésével megbízott civilszervezetek között. A konfliktus forrása az volt, hogy a magyar kormány tisztviselői megvádolták a Norvég Alap civil társadalmi célokra és szervezetekre vonatkozó részének elosztását végző Ökotárs Alapítványt, hogy az általa finanszírozott szervezetek pártpolitikai tevékenységet folytatnak, a források elosztása nem objektív alapon történik, a jobboldali civil szervezeteket diszkriminálják, összességében pedig a források elosztása és felhasználása teljesen átláthatatlan.
A fenti indokokra hivatkozva a magyar kormány egyrészről a saját ellenőrzése alá szándékozott vonni a norvég források kifizetését, áttéve azok egy részének lebonyolítását és finanszírozását a Széchenyi Programiroda Nonprofit Kft-hez. A kormányzat ezen lépésére a Norvég Alap felfüggesztette magyarországi kifizetéseit, mert véleménye szerint ezzel a magyar kormány egyoldalúan változtatta meg a teljes Norvég Alap elosztási rendszerét. Vitatták, hogy a KEHI-nek lenne joghatósága ellenőrzést lefolytatni, végül Norvégia visszautasította a pártpolitikai tevékenységek finanszírozásának vádját is. Ennek kapcsán hosszas nyilatkozatháború és levelezés bontakozott ki Magyarország és Norvégia között. A nyilatkozatháború ideje alatt a magyar kormányzat megerősítve látta azon gyanúját, hogy a donorországok pénzéből kormányellenes tevékenységeket finanszíroztak, a norvég fél ugyanakkor többször kijelentette saját és az Ernst & Young vizsgálata alapján, hogy nem történt visszaélés.
A magyar kormány képviselői másrészről pénzügyi bűncselekmények elkövetésével vádolták a civil szervezeteket és ügyükben vizsgálatot kezdeményeztek. A 355/2011 (XII. 30.) Kormányrendelet 11§ (3) bekezdésében kapott felhatalmazás alapján Orbán Viktor miniszterelnök utasítására a Kormányzati Ellenőrzési Hivatal soron kívüli vizsgálatot folytatott le, majd feljelentést tett. Az ügyészség elutasította a feljelentést, a KEHI pedig a később megkötött norvég-magyar megállapodás értelmében elállt a további fellebbezéstől. A Nemzeti Adó- és Vámhivatal (NAV) is vizsgálatot tartott, melynek ideje alatt felfüggesztette a Norvég Alap által finanszírozott egyes szervezetek adószámát, valamint e vizsgálat keretében a rendőrség  házkutatást tartott. Az adószám felfüggesztése az Alkotmánybíróság elé került, a házkutatást pedig utóbb törvénytelennek találta a bíróság, mivel a házkutatás idején bűncselekmény gyanúja nem volt megállapítható. Végül a NAV megszüntette az eljárását bűncselekmény hiányában.
A konfliktus ideje alatt  Magyarország számos figyelmeztetést és kritikát kapott nemzetközi partnereitől, így az Európa Tanácstól, vagy az Amerikai Egyesült Államoktól, mivel úgy ítélték meg, hogy a kormány saját maga akarja eldönteni, hogy melyik civil szervezetet finanszíroz és melyet nem, ezzel pedig ellehetetleníti a hazai civil szektort. Kritizálták továbbá a kormányzati ellenőrzés tényét és módszereit is. Különösen éles visszhangot váltott ki Orbán Viktornak az ebben az időszakban elmondott, illiberális demokráciáról szóló tusványosi beszéde.
A magyar kormány végül titkosnak szánt, de kiszivárgott alkut kötött a norvég féllel és vállalta, hogy az érintett civil szervezeteket a továbbiakban Magyarországon nem zaklatják a hatóságok, és tiszteletben tartják a korábbi megállapodásokat. Cserébe a magyar fél vétójogot kért a pénzek elosztását végző szervezet kiválasztásában. A vétójogot a magyar fél a saját állítása szerint megkapta, azonban ezt norvég részről nem erősítették meg. 2021 júliusában a  norvég külügyminiszter megerősítette, hogy végül nem született megállapodás a felek között, így Magyarország a 2014–2021-es időszakra neki szánt 214,6 millió eurós támogatást (kb. 77 milliárd forint) nem kapja meg.

## A magyar kormány egyoldalú lépése és vádjai
A magyar kormány 2014 elején a donor országok jóváhagyása nélkül áthelyezte az alapok általa kezelt kilenc programjának lebonyolítását és monitorozását a tulajdonában álló Széchenyi Programiroda Nonprofit Kft.-be.

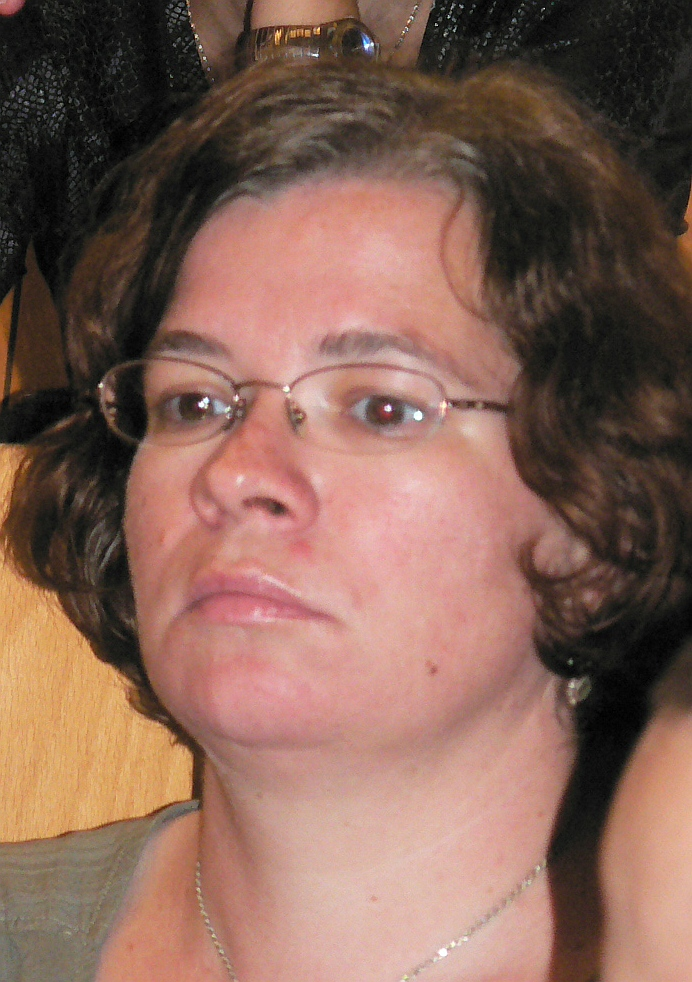
Móra Veronika 2006-ban

Közvetlenül a 2014-es parlamenti választás után Lázár János Miniszterelnökséget vezető államtitkár Vidar Helgesen norvég európai ügyi miniszternek írt levelében bírálta a Norvég Alapba tartozó Norvég Civil Támogatási Alap működését, azt állítva, hogy az annak lebonyolításával, a finanszírozó országok által megbízott Ökotárs Alapítvány „több szállal és nyíltan” kötődik egy magyar politikai párthoz, az LMP-hez. Állításait a sajtóban megjelent hírek támasztották alá, melyek szerint az LMP társelnöke, Schiffer András korábban tagja volt az Ökotárs Valódi Civil Partnerség-díját odaítélő kuratóriumnak; az alapítvány igazgatóját, Móra Veronikát (aki szintén tagja volt az LMP-nek) a párt jelölte a Nemzeti Civil Alapprogram Tanácsába. Foltányi Zsuzsa, az Ökotárs egyik alapítója úgy dolgozott az alapítványnak, hogy közben az LMP tagja, sőt a 2009-es EP-választáson a képviselőjelöltje is volt; Kaufer Virág, aki pályázati értékelőként vesz részt a konzorcium munkájában, az LMP-nek alapítása óta tagja, 2010 és 2012 között parlamenti képviselője.
Az érintettek a vádakat cáfolták és visszautasították. Így például kiderült, hogy amikor Schiffer András 2007-ben kapcsolatban állt az Ökotárs alapítvánnyal, az LMP még nem is létezett, míg más megvádolt személyek már azt megelőzően szakítottak a párttal, hogy az alapítványnál feladatot kaptak volna. Később az Index konkrétumok nélkül azt állította, hogy a Norvég Civil Alappal kapcsolatban lévő 50-60 értékelő között olyanokat is találhattak volna, akik életük korábbi szakaszában a Fideszhez kötődtek, ám a Miniszterelnökség róluk nem tett említést. Kiderült az is, hogy a Norvég Civil Támogatási Alapnál az Emberi Erőforrások Minisztériumának munkatársai képviselték a kormányt.
A norvég miniszter válaszlevelében hangsúlyozta, hogy kormánya nem támogat semmilyen pártpolitikai tevékenységet (party political activity) Magyarországon, valamint leírta, hogy az alap magyarországi működtetőjét nyílt pályázat keretében választották ki.
Később Csepreghy Nándor, a Miniszterelnökség fejlesztési programokért felelős helyettes államtitkára azt kérte, hogy Norvégia a magyar kormánnyal konzultáljon és a magyar kormány oszthassa ki a három ország által felajánlott összes pénzt, azaz a civil szervezetek által kezelt három program forrásait is. Az Ökotárs Alapítványra Csepreghy áttételesen „párthoz kötődő, szélhámos gittegylet”-ként utalt. Pár nappal később Lázár az alap működésének felfüggesztését és új működtető szervezet a magyar kormány bevonásával zajló kijelölését kérte egy újabb levélben.

## Az Alap magyar állam által kezelt projektjeinek felfüggesztése
A magyar kormány 2014 eleji egyoldalú lépését Izland, Liechtenstein és Norvégia elfogadhatatlannak tekintette és ellentétesnek nevezte a Norvég Alapok szabályaival, valamint a Magyarország illetve Norvégia, Izland és Liechtenstein között megkötött megállapodásaival. Ezért 2014. május 9-én az alap magyarországi kifizetéseinek felfüggesztéséről döntött. Nem függesztették fel ugyanakkor a kormánytól függetlenül működtetett programok, így például a Lázár és Csepreghy által támadott és felügyelet alá vonni szándékozott Norvég Civil Alap működését, ugyanakkor jelezték, hogy a döntés nincs kapcsolatban Lázár leveleivel.
Noha Lázár már első levelében, majd azt követően is folyamatosan igyekezett kormányközi tárgyalásokat kiharcolni, annak érdekében, hogy a norvég kormány vonja be a magyar kormányt a pénzosztásért felelős szervezetek kiválasztásába, május közepén Tove Skarstein norvég nagykövet jelezte, hogy nem zajlanak tárgyalások a két fél között, és Norvégia a magyar fél válaszára vár az alapok felfüggesztéséhez vezető egyoldalú lépésekkel kapcsolatban.

## KEHI-vizsgálat
Közel két héttel később Csepreghy bejelentette, hogy a kormány kezdeményezi , hogy a Kormányzati Ellenőrzési Hivatal teljes körűen vizsgálja át a Norvég Alap pénzosztását. Az államtitkár szerint a vizsgálat célja kideríteni, hogy a „felmerült magyar kormányzati gyanú megáll-e, miszerint a Norvég Alap hazai felhasználásakor áttételesen politikai szervezeteket, vagy hozzájuk szorosan kötődő civil szervezeteket támogattak”. Az államtitkár szerint a „teljes körű vizsgálat várhatóan három hónapot vesz igénybe, majd ezt követően kiderül, hogy az említett gyanú beigazolódik-e” és ha beigazolódik, akkor ez szerinte „megadja annak a jogalapját, hogy az egész rendszert újratárgyalják” a donor országokkal.
Válaszul a Norvég Alapot felügyelő, brüsszeli székhelyű Norvég Finanszírozási Mechanizmus Iroda igazgatója levelet küldött Lázár Jánosnak, amiben felhívta az államtitkár figyelmét, hogy a felek által aláírt megállapodás értelmében „a magyar kormány szerveinek nincsen ellenőrzési joga az EGT/Norvég Civil Támogatási Alap (NCTA) felett”, amelyeknek forrásaihoz a magyar fél nem is járul hozzá. Csepreghy Nándor válaszul sajtótájékoztató keretében kijelentette, hogy a magyar kormánynak „nem csak lehetősége, hanem kötelessége is meggyőződni” arról, hogy az Európai Unió és a Norvég Alap közötti megállapodás szerinti célok érdekében kerülnek felhasználásra a források, vagy „egy szűken körülhatárolható politikai célok mentén”. Azt állította, hogy a Norvég Civil Alap magyarországi kezelő szervének kiválasztására kiírt pályázaton hat szervezetet anélkül zártak ki, hogy azok bármilyen szakmai anyagot beadtak volna. A helyettes államtitkár nem közölte, hogy kijelentéseit mire alapozza. A helyettes-államtitkár elmondta, hogy a magyar kormány által indított vizsgálat a Norvég Alap mind a 12 programjára kiterjed, így a kormány „nem csak az általa nem kezelt, hanem az általa kezelt forrásokra is kiterjeszti ezt a vizsgálatot”.
Újságírói kérésre a Miniszterelnökség fejlesztéspolitikai kommunikációért felelős helyettes államtitkársága május 30-án megnevezte azokat a szerinte problémás személyeket és szervezeteket, amik és akik részt vettek a Norvég Civil Alap forrásainak elosztásával foglalkozó bírálóbizottságban vagy támogatást nyertek onnan és a kormány szerint baloldali kötődésűek, illetve összeférhetetlenek. A listán az ötven-hatvan bíráló közül kilencet tüntettek fel, sok esetben évekkel korábbi politikai tevékenységüket róva fel nekik, pl az Ökotárs-alapító Foltányi Zsuzsa (összesen 42,4 millió forintot nyertek a hozzá köthető szervezetek),illetve Kaufer Virág esetében. Móra Veronika bírálóbizottsági tag kapcsán emlékeztettek, hogy Móra annak a Védegylet Egyesület Tanácsadó Testületének a tagja, amely egyesület 135 074 € támogatást kapott a Norvég Alaptól. Kadét Ernő bírálóbizottsági tag esetében a szintén nyertes Roma Sajtóközpontban folytatott munkáját, Malatinszky Ákos bírálóbizottsági tag esetében pedig a Norvég Alaptól 8071 € támogatást elnyerő Pangea Kulturális és Környezetvédelmi Egyesület társelnökségét említették meg, mint kizáró okot.
Az Ökotárs Alapítvány vezetője értetlenségének adott hangot, azzal a váddal kapcsolatban, hogy a Norvég Alap forrásait nem az Alap céljaival összhangban, hanem pártpolitikai célokra használnák fel, mivel szerinte a listán felsorolt szervezetek a Norvég Alap céljaival egybevágó tevékenységet folytatnak, (így például demokráciafejlesztés, emberi jogok érvényesülése érdekében kifejtett tevékenység) és a Norvég Alapból megítélt támogatásokat konkrét célokra nyerték el a pályázók, amelyeknek teljesülésével el kellett számolniuk. Elmondta, hogy a bírálók belépésükkor nyilatkoznak róla, hogy mely szervezetekben érintettek és az azok által beadott pályázatok értékelésében nem vesznek részt.
Június első napján a KEHI előbb váratlan ellenőrzést tartott a Norvég Civil Alapot kezelő konzorcium két tagjánál, az Autonómia Alapítványnál és a Demokratikus Jogok Fejlesztéséért Alapítványnál, majd az előre bejelentettek szerint az Ökotárs Alapítványnál is. A szervezeteknél iratokat foglaltak le, amit azok átadtak, azzal a jegyzőkönyvi megjegyzéssel, hogy álláspontjuk szerint a hatóság jogtalanul cselekszik.

## Diplomáciai konfliktus, nemzetközi kritikák és eredménytelen tárgyalás a felek között
A kialakult helyzet miatt, június 4-ére, Oslóban berendelték a norvég külügyminisztériumba Jeszenszky Géza magyar nagykövetet.
Június 12-én csütörtökön Brüsszelben három órás tárgyalásra került sor a magyar kormány képviselői és a Norvég Alapot fenntartó Izlandot, Liechtensteint és Norvégiát képviselő Finanszírozási Mechanizmus Bizottság között. A megbeszélésről kiadott norvég sajtóközlemény szerint a megbeszélésen nem született megoldás. A közlemény emlékeztetett rá, hogy a magyar hatóságok áthelyezték az alapok végrehajtását és monitoringját, amivel megszegték a korábbi megállapodásokat, továbbá, hogy az alapok felfüggesztése után a magyar kormány azok átvilágításába kezdett, noha ez a donor országok joga. A közleményen a három adományozó ország kijelentette, hogy az alapok újraindításának feltétele a megállapodás szerinti struktúra visszaállítása és a jogtalan KEHI vizsgálat leállítása.
Ezzel egy időben a „#SpeakUpForHungary” nevű kampány keretében, húsz ország hatvan civil szervezete tett közzé a magyar civil szervezetekkel szolidaritást vállaló közleményt, amelyben felszólaltak a civilek elleni magyar kormányzati támadás ellen.
Június 19-én Gary Robbins az Egyesült Államok EBESZ-hez delegált képviselője „Nyilatkozat a civil társadalom és a média megfélemlítéséről Magyarországon” című felszólalásában aggodalmának adott hangot a „Magyarországon végbement fejlemények miatt”. Nyilatkozatában a magyar kormánynak a Norvég Alap elleni támadása mellett megemlítette a magyar sajtóban szerinte kifejlődő öncenzúrát, az Origo főszerkesztőjének elbocsátását, az egyes piaci szereplőket súlyos versenyhátrányba hozó reklámadó egyeztetés nélküli bevezetését és arra kérte a magyar kormányt, hogy egyeztessen a civil társadalom és média képviselőivel, illetve emlékeztetett Magyarország vállalásaira „a gyülekezési és a véleménynyilvánítási szabadság, és ennek részeként a sajtószabadság”, terén.
A KEHI eközben folytatta a Norvég Civil Alaptól támogatást elnyert civil szervezetek ellenőrzését. A szervezetek továbbra sem ismerték el az eljárás jogszerűségét. Egy részük ennek ellenére az iratok átadása mellett döntött, mivel tartottak tőle, hogy megvonják adószámukat, és be kell szüntetniük tevékenységüket. Ezzel szemben más ellenőrzés alá vont szervezetek – így például a Krétakör Alapítvány, az Átlátszó.hu projektet bonyolító Asimov Alapítvány, vagy a Budapest Pride-ot szervező Szivárvány Misszió Alapítvány – úgy döntöttek, hogy nem adják át a szerintük jogtalanul követelt pályázati dokumentációt, viszont bizonyítandó, hogy nincs titkolnivalójuk, közzéteszik azokat az Asimov Alapítvány honlapján. A Norvég Civil Támogatási alap június végére pedig „Norvég Piknik” néven nyílt napot hirdetett, amelyen bárki meglátogathatta az Alap lebonyolításában részt vevő és az abból támogatott szervezeteket és megismerkedhetett tevékenységükkel.

## A kormány kérése az Alapok működésének újraindítására
Sajtóhírek szerint a magyar Miniszterelnökség ezt követően levélben kérte a norvég felet, hogy indítsa újra a pénzek kifizetését. Válaszközleményében a Finanszírozási Mechanizmus Iroda közölte, hogy a támogatás feltétele továbbra is az, hogy a korában kijelölt lebonyolító ügynökséget a kormány tartsa tiszteletben, állítsa le a norvégok szerint jogtalan KEHI ellenőrzést, mivel a Norvég Civil Támogatási alap ellenőrzése a Finanszírozási Mechanizmus Iroda joga és kötelessége. Válaszukban arra is emlékeztettek, hogy a június 12-i tárgyalásokon ezt már jelezték, de a magyar kormány kéréseikre nem reagált.

## Újabb kormányzati vádak és cáfolatuk
Június végén Csepreghy Nándor már „szervezett csalásról” és „üldözendő bűncselekményekről” beszélt a Norvég Alapok működése kapcsán. Kijelentéseit a jobboldali Heti Válasz egy cikkére alapozta, amelyben az újság azt állította, hogy hozzájutott a Norvég Finanszírozási Mechanizmus Iroda által megrendelt és az alapok 2008-2010 közötti működését vizsgáló Ernst & Young jelentéséhez, ami a lap állítása szerint elmarasztalta a Norvég Alapot. A sajtótájékoztatón kiderült, hogy a kormány nem rendelkezik a jelentéssel, amire az államtitkár hivatkozik, továbbá nem tudja, hogy a jelentés végleges-e, sőt még azt sem, hogy a vizsgálat a Magyarországon működő Norvég Alap működésére vonatkozott-e. Az helyettes államtitkár ezért arra kérte a jelentést készítő Ernst & Youngot, hogy juttassa el számukra a jelentést. Ezt az Ernst & Young alig néhány órával a sajtótájékoztató után visszautasította, mivel a jelentés megrendelője nem a magyar kormány, így az abban foglalt üzleti titkokat a szabályok értelmében a jelentés készítője nem adhatja át neki.
Azonban alig néhány órával a helyettes államtitkár sajtótájékoztatóját követően kiderült, hogy Csepreghy Nándor állításaival szemben a jelentés végkövetkeztetése az volt, hogy a projekt végrehajtása összességében átlátható, megfelelő volt, rendszerszintű problémák nem merültek fel, a jelentésben feltárt hibákat pedig a következő pályázati ciklusra kijavították. Rövidesen kiderült az is, hogy a jelentés egy példányát a házkutatás és iratlefoglalás során az Ökotárs Alapítvány átadta a KEHI-nek, bár az nem derült ki, hogy ez a végleges jelentés-e. Néhány nappal később a jelentést a Norvég Alaptól támogatást nyert Átlátszó.hu is megszerezte és teljes terjedelmében közzétette. Csepreghy kétségbe vonta, hogy ez lenne a teljes jelentés, mivel az szerepel a nyilvánosságra hozott dokumentum címoldalon, hogy "draft report" A KEHI-vizsgálat hírére felmerült a Finanszírozási Mechanizmus Iroda részéről az a lehetőség is, hogy az alapítványoknál lévő dokumentumokat a norvég nagykövetségre szállítsák.
Július másodikán végül a norvég nagykövet nyilatkozatában tételesen cáfolta a helyettes államtitkár vádjait és megerősítette, hogy az Alapokkal kapcsolatban bűncselekménynek még csak gyanúja sem merült fel. Tove Skarstein elmondta, hogy a magyar kormány sem kedvezményezettként, sem lebonyolítóként nem vesz részt a vitatott programokban, így ellenőrzésre sem jogosult. Ennek ellenére – az átláthatóság jegyében – az Alappal kapcsolatos következő esedékes vizsgálatra meghívta a magyar kormány képviselőit is.

## Pártpolitikai tevékenységek finanszírozásának gyanúja
Június 25-én Gulyás Márton, a Norvég Civil Támogatási Alapból támogatott Krétakör alapítvány ügyvezetője, interjút adott az ATV Egyenes Beszéd című műsorában Kálmán Olgának. Ez interjúban elhangzott, hogy a Krétakör Alapítvány 120 ezer eurót nyert két évre a Norvég Civil Támogatási Alaptól közéleti tematikájú projektekre. Gulyás elismerte, hogy ebből a pénzből támogatták a Kettős Mérce június 9-én a reklámadó ellen, illetve a civil szervezetek és az Origó újságírói mellett szervezett tüntetését is, amelynek a „Ki az a Lázár János?” címet adták. Ezt az interjúban elhangzott információt sajtótermékek „beismerésként”  értékelték, de kritikáját fogalmazta meg Schiffer András az ellenzéki LMP társelnöke is. Gulyás Márton válaszul elmondta, hogy sem elszólás, sem beismerés nem volt részéről a kijelentés, mivel a műsorban elhangzott információ már azt egy héttel megelőzően publikussá vált, mivel azt a Humán Platform közzétette Facebook oldalán. Elmondta továbbá, hogy mivel a pénzt „civil önrendelkezés és állampolgári aktivizmus” témában nyerték, annak ilyen irányú felhasználásában semmi kivetnivalót nem lát. A tüntetésre nettó 140 000 forintot használtak fel ebből a keretből.. Október 23-án ismét a Norvég Alap által támogatott Krétakör nyújtott anyagi segítséget Gulyás tüntetéséhez.

## Kritika és a vizsgálat leállítására irányuló kérés az Európa Tanács részéről
Július 24-én Nils Muižnieks az Európa Tanács Emberi Jogi Biztosa fejezte ki aggodalmát a Magyarországon, „az emberi jogokért és demokratikus értékekért dolgozó civil szervezetek elleni, a munkájuk legitimitását kétségbe vonó politikusok által alkalmazott stigmatizáló retorika” miatt. A biztos kiemelte a Norvég Civil Támogatási Alapot ért támadásokat és az ellene indított, vitatott jogalappal rendelkező KEHI vizsgálatot, amelynek leállítását kérte. Az Európa Tanács honlapján közzétették a Nils Muižnieks és Lázár János között lezajlott levélváltást is.

## A norvég fél kérésének részleges teljesítése
2014. augusztus 14-én a Magyar Kormány a 204/2014. (VIII. 14.) számú kormányrendeletben eleget tett a norvég fél egyik kérésének és – visszavonva korábbi egyoldalú intézkedését – a Norvég Alap általa kezelt kilenc programjának lebonyolítását visszahelyezte a Széchenyi Programiroda Nonprofit Kft.-ből az illetékes minisztériumba. A norvég nagykövet jelezte, hogy álláspontjuk változatlan és a pénzek folyósítása csak akkor indul újra, ha a civil szervezetek ellen indított KEHI vizsgálatot is megszüntetik.

## Orbán Viktor tusnádfürdői beszéde és Norvégia fellépése EU szankciók érdekében
Orbán Viktor miniszterelnök 2014. július 26-án Tusnádfürdőn, a „Bálványosi Nyári Szabadegyetem és Diáktábor” rendezvényen elmondott beszédében – a Norvég Alap körüli „vitákat” konkrétan is megemlítve – a magyarországi civilekről kijelentette, hogy „külföldiek által fizetett politikai aktivisták”, akik „befolyást kívánnak adott pillanatban és adott kérdésekben gyakorolni a magyar államéletre”. Orbán a beszédben kijelentette, hogy Magyarországon illiberális demokrácia épül.
A beszédet követően Magyarországgal szemben több vezető nyugati politikus, így az amerikai elnök, Benjamin Cardin demokrata szenátor valamint Victoria Nuland helyettes államtitkár fogalmazott meg éles kritikát. Vidar Helgesen norvég miniszter 2014. augusztus 28-án a Financial Times-ban megjelentetett levelében kijelentette, hogy 25 évvel a rendszerváltás után Magyarország hátat fordít a nyugatnak, Orbán szellemi vaskupolát épít Magyarország köré, ami megkérdőjelezi az európai értékeket. A folyamatokra a Norvég Alap elleni kormányzati fellépést is példaként említette. Helgesen értetlenségének és csalódottságának adott hangot, hogy az EU nem ad választ minderre. Válaszul Szijjártó Péter, a magyar külügyminisztérium államtitkára kijelentette, hogy Helgesennek „illene tájékozódni és illene tiszteletben tartani a tényeket”, és a norvég miniszter levelére mint „hiteltelen, homályos általánosságokon alapuló” politikai nyilatkozatra utalt. Helgesen másnap a norvég közszolgálati rádióban kijelentette, hogy Norvégia Magyarországgal szembeni szankciók megfontolására kéri az EU tagállamait, és arra, hogy ne nézzék tétlenül, amint az EU egyik tagállamában kiüresedik a demokrácia. Még ezen a napon a magyar Miniszterelnökség levelet küldött az EU, a NATO és az EBESZ tagországainak Budapestre akkreditált nagykövetei számára, amiben ismét „visszaélésszerű pénzosztási gyakorlatról” beszélt és Norvégiát vádolta azzal, hogy nem működik együtt ennek kivizsgálásában. A levélben visszautasították, hogy bárki kétségbe vonja „Magyarország alapvető demokratikus értékek iránti elkötelezettségét”.

## Rendőrségi nyomozás és akció az érintett civil szervezeteknél és adószámuk felfüggesztése
2014. szeptember 8-án a Készenléti Rendőrség Nemzeti Nyomozó Iroda Korrupciós és Gazdasági Bűnözés Elleni Főosztálya 43 rendőr (nyomozók, technikusok, informatikusok, ellenőrök) részvételével hat helyszínen házkutatást tartott az érintett civil szervezeteknél. A rendőrök azt közölték a sajtóval, hogy hűtlen kezelés és jogosulatlan pénzügyi tevékenység ügyében nyomoznak. Az Ökotárs Alapítvány vezetőjét lakására szállították, hogy ott számítógépéhez hozzáférjenek. A rendőrök a házkutatás során a szervezetek irodáiban iratokat foglaltak le. A rendőri intézkedés ellen „A bűnt üldözzétek, ne a civileket!” jelmondattal este tüntetésre került sor Budapesten.
Szeptember közepén a NAV a KEHI kezdeményezésére az összes érintett civil szervezet adószámát felfüggesztette. A felfüggesztés indoka az volt, hogy a szervezetek nem működtek együtt a KEHI-vel. A szervezetek állításuk szerint eleve olyan kéréseket kaptak, amelyek teljesítése lehetetlen volt: a KEHI egyebek mellett 2008-ig visszamenőleg kért tőlük nagy mennyiségű adatot néhány napos határidővel. Foltányi Zsuzsa szerint az adatok összegyűjtése és másolása is lehetetlen lett volna ennyi idő alatt. A KEHI egyes esetekben a maga által adott határidőt sem várta meg az adószámok felfüggesztésének kezdeményezésével.
A Budai Központi Kerületi Bíróság 2015. január 23-án kelt határozatában jogerősen megállapította, hogy az Ökotárs elleni 2014 szeptemberi házkutatás és lefoglalás elrendelése törvénysértő volt, hiszen bűncselekmény gyanúja a házkutatás ideje alatt nem volt megállapítható.

## A KEHI-vizsgálat folytatása és eredménye
A nemzetközi és belföldi kritikák ellenére a KEHI folytatta vizsgálatát, és augusztus elején vezetője dr. Gaál Szabolcs Barna a brüsszeli Finanszírozási Mechanizmus Iroda vezetőjéhez, Stine Andresenhez fordult levélben, és kérte, hogy az FMI adjon át a KEHI-nek nagy mennyiségű, az alapok 2004-2009-es, illetve 2009-2014-es periódusára, az Ökotárs Alapítvány kiválasztására vonatkozó iratot. Szeptember 11-i válaszában Andersen egyrészt jelezte, hogy a 2004-2009-es periódusban a megállapodás szerint a magyar fél végezte az alapok ellenőrzését, így az azzal kapcsolatos iratok nem Brüsszelben, hanem éppen az azokat kérő magyar hatóságoknál kell keresni. Másrészt kijelentette, hogy – ahogy azt májusban a magyar miniszterelnökségnek már jelezték – a 2009-2014-es periódust illetően az alapok vizsgálatára a magyar hatóságoknak semmilyen jogalapja nincs. Jelezte továbbá, hogy mivel a szerintük jogtalan vizsgálat kérésük ellenére azóta is zajlik, sőt a KEHI újabb lépéseket tesz az alapok magyarországi kezelője ellen, Magyarország folyamatosan megszegi az alapokkal kapcsolatos megállapodást. A nyilvános dokumentumokat csatolta leveléhez, és ismét felszólította a KEHI-t a vizsgálat felfüggesztésére.
A KEHI végül 2014. október végére befejezte jelentését és bejelentette, hogy hűtlen kezelés, költségvetési csalás, magánokirat-hamisítás és jogosulatlan pénzügyi tevékenység) gyanúja miatt feljelentést tesz. A KEHI vezetői a jelentést elsőként nem az érintett szervezetekkel, hanem egy sajtóbeszélgetés keretében újságírókkal osztották meg, majd honlapjukon tették közzé. Az eljárás ellen az Ökotárs tiltakozott és követelte, hogy a KEHI a jogszabályoknak megfelelve küldje el teljes jelentését a vizsgálat alá vont szervezeteknek. A közzétett dokumentumból kiderült, hogy noha a miniszterelnökség a vizsgálatot májusban a teljes Norvég Alapra kiterjesztette, a KEHI azokat a programokat nem vizsgálta, amelyek a kormány felügyelete alatt állnak. 

### A jelentés főbb észrevételei
A KEHI a vizsgált projektek 97%-ánál, 63 projektből 61 esetben állapított meg szabálytalanságot.
Általános észrevételek
- A lebonyolításban részt vevő alapítványok a törvényes együttműködési kötelezettségük ellenére az ellenőrzés során megtagadták a dokumentumok átadását. Egyes szervezetek nem voltak elérhetőek a nyilvántartásban megadott címükön. Voltak olyan szervezetek, melyeknek az éves közhasznú beszámolói nem tartalmazták a jogszabály szerinti kötelező tartalmi elemeket.
- Amikor kiválasztották az Ökotárs Alapítvány vezette konzorciumot az alapkezelői feladatokra, olyan szabálytalanságok történtek, amelyek kétségessé teszik a konzorcium megbízásának a jogalapját.
- A KEHI által kért egyes dokumentumokat a konzorcium munkatársai a vizsgálat megkezdése után készítették el és azokat visszadátumozták. A hamis (korábbi) dátumú dokumentumok eljuttatásáról a Norvég Nagykövetség beosztottjával egyeztettek a hivatalos e-mail-címén.
- A talált nyomok alapján valószínű, hogy a konzorcium tagjai a KEHI-vizsgálat, valamint a nyomozás megakadályozása céljából letöröltek bizonyos adatokat a szerverükről, illetve az e-mailek egy részét elérhetetlenné tették vagy megsemmisítették.

Döntéshozatal és bírálat
- Az Ökotárs Alapítvány és a konzorciumban részt vevő többi szervezet szándékosan olyan mechanizmust alakított ki a döntéshozatalra, amely lehetővé tette a pályázatok részrehajló elbírálását. A folyamatban az értékelés, a bírálat és a döntéshozatal során érdemi indokolás nélkül megváltoztatták a beérkezett pályázatok sorrendjét. Az Alapítvány igazgatója arról informálta a munkatársait, hogy ha a pályázatok értékelésekor nagy különbség van két értékelő által adott pontszám között, akkor valamelyik értékelőt meggyőzhetik arról, hogy módosítsa az általa adott pontszámot. Hasonlóan kellett eljárniuk akkor is, ha úgy vélték, hogy az értékelők több pontot adtak egy pályázatra, mint amennyit az „megérdemel”. Megtörtént, hogy 51%-ra értékelt pályázat eredményes lett, ugyanakkor 76 és 80%-os pályázatokat nem választottak ki.
- A vizsgált 55 kedvezményezett közül 21 esetében megállapítható volt, hogy olyan szervezetek kaptak támogatást, melyek a bíráló, illetve értékelő személyek érdekeltségébe tartoznak. Az értékelők és bírálók nagy része nem volt független a lebonyolító szervezetektől. Az értékelőket a konzorciumi tagok korábbi együttműködő partnerei köréből vagy ismerősei közül választották ki.
- Az értékelés során előfordult, hogy részrehajlóan ítélték meg a pályázók függetlenségét. „Nem függetlennek” minősítették az egyházakhoz kapcsolódó pályázókat és nem támogatták az általuk tervezett projekteket világnézeti semlegességre hivatkozva, ezzel szemben gyakran olyan pályázókat támogattak, amelyek vezetői egyértelműen pártokhoz kötődtek, vagy valamilyen világnézetet népszerűsítenek.
- A konzorcium nem írta elő a pályázó szervezetek részére a közpénzekből nyújtott támogatások átláthatóságáról szóló törvényben[82] előírt összeférhetetlenségi nyilatkozatot, ennélfogva a konzorcium által elbírált valamennyi pályázat nem felel a törvénynek.
- Az Ökotárs Alapítvány rendszeresen nyújtott kölcsönöket civil szervezetek számára – kamat felszámításával –, ami felveti a jogosulatlan pénzügyi tevékenység bűncselekményének gyanúját.

Kedvezményezettek
- A kedvezményezettek kb. 2/5-e a kapott támogatást lényegében saját vezetője vagy munkatársa tevékenységére fordította.
- A konzorcium elfogadott olyan költség-elszámolásokat is, amelyekben a kedvezményezett – a támogatási szerződés módosítása nélkül vagy utólag visszadátumozott módosítással – a megvalósítási határidőn túl fellépett költségeket is szerepeltetett, ezzel felmerül a hűtlen kezelés, valamint a magánokirat-hamisítás elkövetésének gyanúja.
- Több esetben a kedvezményezettek a pályázati céltól független költségeket is elszámoltak a támogatások terhére, mint például férfi térdzokni, befőzőgumi, és garnélarák árát, vagy gyorséttermi fogyasztást, sör- és cigarettaszámlát.
- Előfordult, hogy a kedvezményezett máshonnan megtérült költséget számolt el a támogatás terhére vagy a költségeket több támogatás terhére is elszámolta.
- Két esetben a konzorcium olyan pályázatot támogatott, melynek feladatai valójában olyan másik szervezet tevékenységi körébe tartoztak, mely nem felelt meg a pályázat kiírásának. Mivel a projektek többségét nem a támogatásra jogosult szervezetek megvalósították meg, ezért valószínűsíthető, hogy a kedvezményezettek és a velük szerződést kötő szervezetek tevékenysége arra irányult, hogy megkerüljék a pályázati feltételeket.
- Olyan költséget is elszámoltak a támogatások terhére, melynek számláját kiállító cég már korábban jogutód nélkül megszűnt.
- A konzorcium tagjai a támogatási összeget nem csökkentették abban az esetben sem, amikor az elszámolások során megállapították, hogy a kedvezményezett a vállalt önerőt nem biztosította maradéktalanul, pedig a pályázat kötelező feltétele volt a meghatározott mértékű önerő biztosítása. Előfordult az is, hogy a kedvezményezett önerőként állított be olyan személy önkéntes tevékenységének értékét, akinek munkáját jogszabály alapján igénybe sem vehette volna.
- Több esetben előfordult, hogy a kedvezményezettek a támogatás teljes összegét megkapták annak ellenére, hogy nem teljesítették a projektek keretében elérendő számszerű eredményeket, vagyis indikátorokat (például hogy meghatározott számú résztvevő legyen egy eseményen, vagy a szervezet taglétszámát meghatározott mértékben növeljék).

### Reakciók a jelentés kapcsán
Az Ökotárs Alapítvány igazgatója a jelentésről úgy nyilatkozott, hogy „nagyon nehéz, sőt, lehetetlen érdemben reagálni általánosságokban megfogalmazott, tényekkel alá nem támasztott vádakra”. Móra Veronika hiányolta a jelentésből a vádakat alátámasztó konkrétumokat. Ugyanakkor nem tagadta, hogy felmerült a KEHI-vizsgálat megindítása után, hogy a Norvég Alappal kapcsolatos pénzosztások dokumentumait a norvég nagykövetségre menekítik. Újságírói kérdésre válaszolva elmondta, hogy azért nem kértek összeférhetetlenségi nyilatkozatot a bírálóbizottsági tagoktól, mivel a pályázat kiírója ezt nem tartotta szükségesnek.
Lázár János kijelentette, hogy "A jelentés alapján a norvég kormány által minden magyar civil szervezet számára biztosított pénzt egy jól körülhatárolható kör kapta meg... „Ők az Ökotárshoz kötődnek, ők minősítették a pályázatokat, ők értékelték a pályázatokat, ők bírálták el a pályázatokat, és ők nyerték meg a pályázati pénzeket.”
Azt követően, hogy a jelentést a magyar kormánynak is bemutatták, Lázár János ismét az alapokkal kapcsolatos megállapodás újratárgyalása mellett érvelt és kijelentette, hogy Magyarországra hívja az illetékes norvég minisztert.Bejelentette továbbá, hogy a KEHI-jelentést elküldi az Európai Bizottságnak is.

## Újabb rendőrségi és NAV nyomozás a KEHI feljelentése alapján
December közepén a rendőrség – a KEHI feljelentése alapján – hűtlen kezelés ügyében rendelt el nyomozást. Kevéssel ezt követően a NAV is nyomozást indított költségvetési csalás gyanúja miatt a pénzek felhasználásával kapcsolatban. A nyomozást egyesítették az Ökotárs ellen folytatott jogosulatlan pénzügyi tevékenység gyanúja miatt indított nyomozással is. 

## 2015-ös félidős jelentés
A program brüsszeli központja, a ciklus felénél, 2015 elején úgynevezett „félidős” vizsgálatot készíttetett a civil programok előrehaladásáról minden országban, ahol a Norvég Alap működött. A jelentés Magyarországgal kapcsolatban megállapította, hogy az Alap szabályosan működött, az Ökotárs által vezetett konzorcium megbízása jó döntés volt, a konzorcium munkája pedig több szempontból is kiemelkedő, példaértékű.
2015 májusában az Egri Közigazgatási és Munkaügyi Bíróság az Alkotmánybírósághoz fordult, a szervezetek adószámának felfüggesztésének és a KEHI jogköreinek ügyében. Június 23-án Brüsszelben a magyar és norvég kormány képviselői tárgyalást kezdtek egymással.

## A Főügyészség vizsgálatának eredménye

### Az ügyészség közlése
2015. június 30-án a Fővárosi Főügyészség befejezte az Alapok pénzeinek elosztásában közreműködő civil szervezeteknél indított törvényességi ellenőrzést, amelyet a KEHI kezdeményezett. Az ügyészség szóvivője közölte, hogy a vizsgálat szerint a pénzek elosztásában közreműködő szervezetek törvényesen működtek, tevékenységük megfelelt a magyar jogszabályoknak. Az öt vizsgált szervezet közül háromnál semmilyen szabálytalanságot nem találtak. Egy szervezetnél megállapították, hogy 2012. és 2013. évi beszámolóját nem jelentette meg a honlapján – a szervezetet felszólították ennek pótlására. Egy szervezettel kapcsolatban pedig megállapították, hogy már nem működik, és kezdeményezték megszüntetését.

### A KEHI álláspontja
A KEHI ugyanezen a napon azt közölte hogy szerinte az ügyészség nem is vizsgálta a pénzek elosztásában érintett szervezeteket és a vizsgálat a pénz felhasználásában érintett szervezetekre vonatkozott. A KEHI szerint „a Föld Napja Alapítvány, a Civil Kollégium Alapítvány és a Szivárvány Misszió Alapítvány esetében megállapította, hogy működésük nem felelt meg a vonatkozó jogszabályi előírásoknak”, emellett „pert indított a Magyar Teleház Szövetség Egyesület és az Erdei Iskola Alapítvány megszüntetéséért”, „a Kurt Lewin Kulturális Alapítvány az Előítéletek Csökkentéséért pedig maga kezdeményezte megszűnésének megállapítását, miután értesült az ügyészség vizsgálatáról”. A közlemény hozzáteszi, hogy az előző évi kritikák, a három pénzosztásban érintett alapítványra vonatkoztak (Ökotárs, Kárpátok és Autonómia), de ezek működéséről a hivatkozott döntések nem szólnak.

## A nyomozás folytatása
2015 nyarának végén a miniszterelnökség közléséből kiderült, hogy a NAV nyomozását novemberig meghosszabbították. Eközben sajtóértesülések szerint a magyar kormány diplomáciai megoldásra és a Norvég Alap projektjeinek meghosszabbítására törekedett.

## Az adóhatósági eljárás megszüntetése bűncselekmény hiányában
2015 októberében a Nemzeti Adó- és Vámhivatal bűncselekmény hiányában megszüntette a pénzek elosztását végző konzorcium és 17 támogatott civil szervezet ellen indított eljárást. Ennek tényét az Ökotárs Alapítvány tette közzé, majd a Duna Médiaszolgáltató hírügynökségi igazgatósága megkeresésére a NAV Közép-magyarországi Regionális Bűnügyi Igazgatóságának sajtó- és kommunikációs főosztálya is megerősítette.

## A konfliktus lezárása
2015. december 9-én Csepreghy Nándor bejelentette, hogy a kormány megegyezett a Norvég Alappal. Másnap egymástól függetlenül Lázár János és Vidar Helgessen is bejelentette, hogy megszületett a megállapodás, és újraindul a pénzek folyósítása. Helgessen elmondta, hogy a magyar hatóságok ígéretet tettek rá, hogy a továbbiakban tartják magukat az aláírt megállapodásokhoz, nem avatkoznak bele a pénzek elosztásába és leállítják a civil szervezetek ellen indított eljárásokat. December végére a megállapodás részletei is megjelentek a magyar sajtóban. Eszerint november végén a magyar kormány írásban vállalta, hogy nem zaklatják a Norvég Alap által támogatott civileket, a KEHI visszavonja fellebbezését, amit az után nyújtott be, hogy a NAV semmilyen szabálytalanságot nem talált a vizsgált szervezeteknél, és azok visszakapják adószámukat is, illetve nem kezdeményeznek büntetőeljárásokat az ügyben. A sajtóhír szerint a magyar kormány kérésére a megállapodás titkos lett volna, de arról a Norvég Alapban érintett többi skandináv ország diplomatáit is informálták és így a részletek kitudódtak. A hír megjelenése után Csepreghy Nándor szinte azonnal jelezte, hogy a megállapodás részét képezte az is, hogy a kormány vétójogot kapott a 2014-2020-as ciklus pénzeinek elosztásával foglalkozó civil szervezet kiválasztásában, ezt norvég részről nem erősítették meg. Egy december végén megjelent kormányrendeletből az is kiderült, hogy a Norvég Alap támogatási rendszerének magyar nemzeti kapcsolattartója a Miniszterelnökség lett.
2016 októberében a Társaság a Szabadságjogokért kétéves pereskedés után hozzájutott az egész ügyet kirobbantó levélhez, amelyben Orbán Viktor miniszterelnök személyesen utasította a Kormányzati Ellenőrzési Hivatalt a rendkívüli ellenőrzés megindítására.
Mindezek után a Népszava 2020. augusztus 4-én arról számolt be, hogy az elvi megállapodás nyomán a tényleges szerződést mégsem kötötte meg a kormány, így az EU-ban egyedülállóként kizárólag Magyarország esett el a neki szánt 214,6 millió euró fejlesztési forrástól. Ezt megerősítette Norvégia külügyminisztere, Ine Eriksen Søreide is: a felek nem jutottak egyezségre végül, így Magyarország elesik a kb. 77 milliárd forintnyi támogatástól, mert a civileknek szánt részről (az összeg kb. 5%-a) nem sikerült időben megállapodni. Ehhez arra lett volna szükség, hogy 2021. július 21-ig kiválasszanak egy független civil alapkezelőt nyílt pályázat keretében, aki dönthet a civil rész elosztásáról, azonban a magyar fél nem fogadta el a kiválasztáshoz a többi ország számára is egyformán előírt szakmai kritériumokat (kompetenciák, szakértelem és tapasztalat; szereposztás és menedzsment az alapkezelőben; programleírás és indoklás). Mivel a szabályok szerint a civil rész kötelező eleme a támogatásnak, így a teljes összeg folyósítása elmarad.
A Magyar Kormány az ügyben kormányhatározatot jelentetett meg (1564/2021. (VIII. 6.) Korm.hat.) arról, hogy a Norvég Királyság „rosszhiszemű eljárása miatt neki felróhatóan mindeddig nem került sor a 2014-2021-es támogatási időszakban a Magyarországnak járó 214,6 millió euró támogatás kifizetésére”, ezért Norvégia „tartozik Magyarországnak”. A norvég külügyminisztérium válasza szerint azonban ez nem igaz, mivel a felek előzetesen megállapodtak erről a kérdésről. Eszerint a 2020 decemberében Magyarország és Norvégia között létrejött megállapodásban rögzítették egyrészt azt, hogy „nem lehet elindítani a programot, amíg a civileknek szánt támogatások elosztásáért felelős szervezet nincs kiválasztva”, másrészt azt, hogy mi a kiválasztási eljárás menete, harmadrészt pedig azt is, hogy amennyiben az elosztásért felelős szervezetről nem sikerül megállapodni, akkor „az EGT és Norvég Alapok 2014-2021 közötti támogatásainak fennmaradó része nem lesz elérhető Magyarország számára”.